# María Teresa Cerda
María Teresa Cerda García (20 de enero de 1943-7 de julio de 2018) fue una política chilena, que ejerció como concejal de La Ligua y consejera regional por Petorca.

## Biografía
Hija del exsenador Alfredo Cerda Jaraquemada y Anita García Velasco; por tanto, hermana del exdiputado Eduardo Cerda.
En 1993 fue candidata a diputada. Era militante de la Unión Demócrata Independiente. Después se integró a Renovación Nacional.
En 2004 fue candidata a alcaldesa de Cabildo. Fue concejal de la comuna de La Ligua. Perdió una candidatura a alcaldesa de esa comuna, siendo vencida por Rodrigo Sánchez. "Ligada a una familia de profundas raíces en la provincia, también debió lidiar con las acusaciones de usurpación de agua contra su hermano, el ex diputado Eduardo Cerda", dice El Mercurio de Valparaíso sobre la exedil.
En 2016 ingresa al partido político Amplitud, invitada por la senadora Lily Pérez.
En las elecciones de consejeros regionales de 2017, fue elegida representante de la provincia de Petorca ante el Consejo Regional de Valparaíso, obteniendo un 26,25% de los votos.
Falleció en la tarde del 7 de julio de 2018 en Santiago de Chile, tras detectársele un tumor cerebral. Fue sucedida en su cargo por Miguel Pérez Ibacache.

## Historial electoral

### Elecciones parlamentarias de 1993
- Elecciones parlamentarias de 1993, para el Distrito 10, Cabildo, La Calera, Hijuelas, La Cruz, La Ligua, Nogales, Papudo, Petorca, Puchuncaví, Quillota, Quintero y Zapallar[6]

| Candidato                 | Pacto                                | Partido | Votos  | %     | Resultado |
| ------------------------- | ------------------------------------ | ------- | ------ | ----- | --------- |
| Mario Muñoz Salas         | Alternativa Democrática de Izquierda | Indep.  | 3325   | 2,46  |           |
| Zaida Cancino Sepúlveda   | Alternativa Democrática de Izquierda | PC      | 5211   | 3,86  |           |
| María Teresa Cerda García | Unión por el Progreso de Chile       | ILB     | 18 019 | 13,35 |           |
| Alfonso Vargas Lyng       | Unión por el Progreso de Chile       | RN      | 32 840 | 24,34 | Diputado  |
| Ignacio Walker Prieto     | Concertación por la Democracia       | DC      | 46 214 | 34,25 | Diputado  |
| Luciano Valle Acevedo     | Concertación por la Democracia       | PS      | 29 323 | 21,73 |           |